# Глуховской, Пантелей Иванович
Пантелей Иванович Глуховской (1912—1999) — советский промышленник и общественный деятель, заслуженный строитель России, почётный гражданин российского Новочеркасска и болгарского Левски.

## Биография
Пантелей Глуховской родился 1 сентября (по другим данным — 21 сентября) 1912 года в станице Копанская, Кубанская область. Окончил Новочеркасский строительный техникум и Таганрогское училище лётчиков.
С 1937 года служил в РККА. Участвовал в Великой Отечественной войне, награждён орденами Отечественной войны I и II степени, орденом Красной Звезды, медалью «За боевые заслуги». Уволился в запас в 1957 году в звании полковника.
Возглавил строящийся в Новочеркасске завод железобетонных изделий и строительных деталей. Под его началом предприятие стало одним из передовиков строительной индустрии в регионе. Более 20 лет Глуховской был директором этого завода.
Глуховской избирался депутатом городского совета, сделал значительный вклад в благоустройство Новочеркасска, в обустройство городских парков и скверов. 22 года руководил городским отделением Общества советско-болгарской дружбы, за что удостоен звания почётного гражданина болгарского города Левеки. Также Глуховской отмечен рядом советских и болгарских правительственных наград.
Умер в апреле 1999 года в Новочеркасске.